# Gekkonomorpha
De Gekkonomorpha zijn een clade van deels uitgestorven hagedissen die gekko's en hun naaste verwanten omvat. Hoewel het voor het eerst werd benoemd in 1900, werd Gekkonomorpha niet veel gebruikt als een formeel taxon totdat het in de jaren 1990 een fylogenetische definitie kreeg. Volgens deze definitie is Gekkonomorpha een op stam gebaseerd taxon dat het op knooppunten gebaseerde taxon Gekkota bevat, de groep die de laatste gemeenschappelijke voorouder van alle levende gekko's en zijn nakomelingen omvat. De omvang van Gekkonomorpha buiten Gekkota verschilt tussen studies. Lee (1998) definieerde bijvoorbeeld Gekkonomorpha op zo'n manier dat het niet alleen Gekkota omvatte, maar ook de pootloze Amphisbaenia en dibamide hagedissen. 
De fylogenetische analyse van Jack Lee Conrad (2008), die geen nauwe verwantschap tussen gekko's en pootloze hagedissen ondersteunde, gebruikte Gekkonomorpha in een veel restrictievere zin, zodat het alleen Gekkota en een paar uitgestorven hagedissen omvatte die nauwer verwant waren aan Gekkota dan aan enige andere levende groep hagedissen (waardoor ze stamgekko's werden). Conrad en Norrell definieerden in 2006 de Gekkonomorpha als de groep bestaande uit Gekko gecko en alle soorten nauwer verwant aan Gekko dan aan Iguana iguana, Lacerta viridis, Scincus scincus, Anguis fragilis of Varanus varius.
Enkele van de meest recente fylogenetische analyses suggereren dat de uitgestorven hagedissen Gobekko en Parviraptor stamgekko's kunnen zijn, hoewel andere analyses vinden dat Gobekko in plaats daarvan binnen Gekkota en Parviraptor buiten Gekkonomorpha kunnen vallen.